# Sieverne (oblast de Donetsk)
Pour les articles homonymes, voir Sieverne.
Sieverne (ukrainien : Сєверне) ou Severnoïe (russe : Северное) est un village de l'oblast de Donetsk situé non loin d'Avdiïvka, dans le Donbass. Il passe sous le contrôle des forces russes en 2024.

## Géographie
Le village se trouve à 7,3 km à l'ouest d'Avdiïvka et à 4,4 km au sud de Lastotchkyne. Il se situe au sud du fleuve côtier Mious, qui se jette au sud dans la mer d'Azov.

## Histoire
Poursuivant sa progression dans le Donbass après la prise de la ville forteresse d'Avdiïvka le 17 février, l'armée russe s'empare du village le 27 février 2024, au lendemain de la prise de Lastotchkyne. Un char Abrams de fabrication américaine aurait de surcroît été détruit dans ce secteur.